# Norgehistoria
Norgehistorier är en typ av etnisk humor som är vanlig i Sverige. Likheterna i språket och det historiska gnabbet mellan svenskar och norrmän gjorde norrmän till ett tacksamt mål för svensk humor. Norrmännen bemötte skämten – vitskriget hade startat. 1968 kom Norgevisan av Mosebacke monarki, vilket förmodligen startade kriget. Tidningen Expressen rapporterade i maj 1975 att folk framförallt i Stockholmstrakten hade börjat med Norgehistorier och presenterade ett urval av dessa. Den norska tidningen Verdens Gang i Oslo fick reda på detta och bad sina läsare skicka in "svenskevitser" och engagerade skådespelaren Arve Opsahl som general i vitskriget.
Oljebolaget Norsk Hydro har använt norgehistorierna som en del av sina reklamkampanjer i Sverige. 

## Kategorier
Norgehistorierna kan delas in i kategorier, till exempel följande.
- Anekdotiskt berättande historier.

Typiskt innehåll är att en norrman befinner i en viss situation och väljer att agera på ett mycket dumt sätt, ofta då han ska lösa någon typ av problem eller på annat sätt se till att något bli gjort. Dessa historier liknar Bellmanvitsarna.
- Frågande vitsar om namn på norrmän eller norska platser.

Typisk form: Vad heter Norges ...? Dessa bygger mest på ordvitseri. Ett klassiskt exempel är:
-Vad heter Norges sämste skidåkare?
-??
-Inge Glid!
- Norgeord.

Dessa brukar man också presenteras som frågor, men här handlar det om vanliga ting som man låtsas heter udda saker på norska. De mest välkända är att banan skulle heta "gulebøj", att haj skulle heta "kjempetorsk", ekorre "tallefjant" eller att toalettpapper skulle heta "rumpekrafs". Dessa "norgeord" kommer delvis från det faktum att norskan mindre gärna anammar lånord. Norskan innehåller ord som kan te sig löjliga för en svensk som i många fall använder ett inlånat (ofta engelskt) ord. En skallerorm kallas till exempel för klapperslange på norska, en bläckfisk för blekksprut och ett grodyngel för rumpetroll.
- Gåta där norrmännen påstås göra något konstigt och man ska svara på varför. Detta varför ska vara något oväntat och tokigt. Dessa skämt börjar gärna med formuleringar av typen "Vet du varför norrmännen har så stora...?" eller "Vet du varför norrmännen brukar...?".Ett klassiskt exempel är:

-Varför bygger norrmän runda hus?
-??
-Så hundar inte ska kunna kissa på knuten.
Det är inte alltid helt självklart vilken av dessa kategorier en Norgehistoria kan föras till. Många kan innehålla inslag från flera eller kanske inte passa in alls i den föreslagna sorteringen.

## I andra länder
I andra länder är det också vanligt att skämta om grannlandet:
Till exempel skämtar:
- finländare om svenskar
- engelsmän om fransmän, irländare och skottar
- fransmän om belgare och vice versa (i detta fall är nationalkaraktärerna dock asymmetriska, då skämtens belgare genomgående är korkade medan fransmännen är otrevliga och/eller stöddiga)
- spanjorer och latinamerikaner om gallegos (människor från Galicien i Spanien)
- turkar om lazer
- australiensare om nyzeeländare
- amerikaner om mexikaner och kanadensare

Det är även vanligt bland de flesta europeiska länder att skämta om invånare från USA, där skämtet går ut på att amerikaner är obildade, högljudda, överviktiga samt beter sig överlägset alla andra.
Före splittringen av Jugoslavien förekom (ibland ganska hårda) skämt mellan de olika kulturerna.